# الفرقة الجبلية الثالثة والعشرون كاما إس إس (الكرواتية الثانية)
الفرقة الجبلية الثالثة والعشرون كاما إس إس (الكرواتية الثانية) فرقة مشاة جبلية ألمانية تابعة لفافن إس إس، الجناح المسلح للحزب النازي الألماني الذي خدم جنباً إلى جنب لكنه لم يكن رسميًا جزءًا من الفيرماخت خلال الحرب العالمية الثانية. كانت تتألف من ضباط ألمان وجنود مسلمين بوسنيين. سميت كاما على اسم خنجر صغير يستخدمه الرعاة البلقان، وكانت واحدة من ثمانية وثلاثين فرقة تاعبة لفان-غس إس خلال الحرب العالمية الثانية. تم إنشاؤها في 19 يونيو 1944، وقد تم بناؤه حول كادر من الفرقة الجبلية فافن الثالثة عشر إس إس هاندشار لكنها لم تصل إلى قوتها الكاملة ولم ترى أبدًا أي نشاط على أنها تشكيل.
قاتلت عناصر الفرقة لفترة وجيزة ضد القوات السوفيتية في جنوب المجر في أوائل أكتوبر 1944 إلى جانب فرقة المتطوعين في قوات الأمن الخاصة الحادية والثلاثين. سرعان ما تم فصلهم عن خط المواجهة في المجر وبدأوا في الانتقال إلى الدولة الدمية الألمانية، دولة كرواتيا المستقلة، للانضمام إلى الفرقة الثالثة عشرة عندما تمرد الجنود المسلمون البوسنيون من فرقة كاما في 17 أكتوبر 1944. استعاد الكادر السيطرة بسرعة، لكن التمرد أدى إلى حل الانقسام رسميًا في 31 أكتوبر 1944.

## خلفية
بعد غزو مملكة يوغوسلافيا من قبل قوى المحور في 6 أبريل 1941، تم تعيين القائد الكرواتي المتطرف والفاشي أنتي بافيليتش، الذي كان في المنفى في إيطاليا بينيتو موسوليني، بوغلافنيك (زعيم) دولة كرواتيا المستقلة التي جمعت تقريبا كل كرواتيا في العصر الحديث، وكل البوسنة والهرسك المعاصرة وأجزاء من صربيا المعاصرة في «شبه محمية إيطالية ألمانية». 

## التاريخ

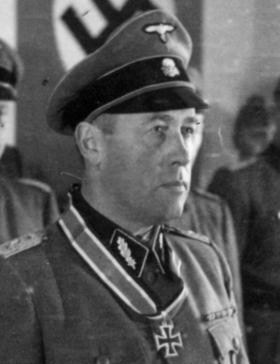
قاد SS Oberführer Gustav Lombard قوة مخصصة قاتلت الجيش الأحمر في جنوب المجر. وشملت المسلمين البوسنيين الذين كانوا ينتمون سابقا إلى فرقة 23 SS.